# Pliening
Pliening è un comune tedesco di 4 957 abitanti, situato nel land della Baviera.